# Kanton Río Grande
Der Kanton Río Grande ist ein Gemeindebezirk im Departamento Potosí im Hochland des südamerikanischen Anden-Staates Bolivien.

## Lage im Nahraum
Der Cantón Río Grande ist einer von zwölf Kantonen in dem Landkreis (bolivianisch: Municipio) Colcha „K“ in der Provinz Nor Lípez. Er grenzt im Norden an die Provinz Daniel Campos, im Nordwesten an den Kanton Colcha „K“, im Westen an den Kanton Santiago, im Südwesten an den Kanton Calcha „K"“, im Süden an den Kanton San Cristóbal, im Südosten an den Kanton Cocani, und im Osten an die Provinz Antonio Quijarro.
Der Kanton erstreckt sich zwischen etwa 20° 28' und 21° 05' südlicher Breite und 66° 46' und 67° 29' westlicher Länge, er misst von Norden nach Süden 45 Kilometer, von Westen nach Osten 90 Kilometer. Von Nordosten nach Südwesten durchquert eine Bahnlinie den Kanton, die die Städte Potosí und Uyuni auf dem erzreichen Altiplano mit dem chilenischen Pazifikhafen Mejillones verbindet.

## Geographie
Der Kanton wird von verschiedenen periodisch fließenden Wasserläufen durchquert, die von Süden nach Norden fließend durch die weiten Ebenen der Gran Pampa Pelada in die Salzpfanne des Salar de Uyuni entwässern.
Das Klima wird durch eine Trockenzeit von April bis September bestimmt, in der die monatlichen Durchschnittstemperaturen bei etwa 5 °C liegen, allerdings mit Nachtfrösten, die bis zu minus 25–30 °C erreichen können. Die feuchtere Jahreszeit reicht von November bis März, wobei der gesamte Jahresniederschlag kaum 300 mm erreicht. Die jährliche Durchschnittstemperatur beträgt knapp 10 °C (siehe Klimadiagramm Avaroa).

## Bevölkerung
Die Bevölkerungszahl in dem Kanton ist in dem Jahrzehnt zwischen den beiden letzten Volkszählungen auf mehr als das Sechsfache angestiegen:
| Jahr | Einwohner         | Quelle       |
| ---- | ----------------- | ------------ |
| 1992 | keine Detaildaten | Volkszählung |
| 2001 | 771               | Volkszählung |
| 2012 | 4 887             | Volkszählung |

Aufgrund der historischen Bevölkerungsverteilung hat die Region einen hohen Anteil Quechua-Bevölkerung, im Municipio Colcha „K“ sprechen 90 Prozent der Einwohner Quechua (2001).

## Wirtschaft
Im Salzsee von Uyuni werden laut U.S. Geological Survey mit 5,4 Millionen Tonnen gigantische Vorkommen an Lithium vermutet. Da Lithium-Batterien – aufgrund ihrer Energiedichte, hohen Zellspannung und einer geringen Selbstentladung – in vielen elektronischen und elektrischen Geräten zum Einsatz kommen, ist das Mineral Lithium inzwischen ein wertvoller Rohstoff für die Automobilindustrie mit hohem Wachstumspotential. Boliviens Präsident Evo Morales gab bereits 2007 das Projekt einer Pilotfabrik zur Lithium-Gewinnung aus dem Salar de Uyuni in Auftrag. Mit Dekret vom 1. April 2008 wurde der Industrialisierung der Ressourcen des Salars nationale Priorität eingeräumt und die staatlichen Bergbaugesellschaft COMIBOL bekam eine zusätzliche Abteilung für die Ausbeutung des Salzsees, mit einem Budget von 5,7 Mio. US-Dollar. Der Bau der Pilotfabrik in Llipi Loma im Kanton Río Grande begann im Mai 2008, die Anlage wurde im Januar 2013 in Betrieb genommen und liegt acht Kilometer nordwestlich der Ortschaft Río Grande. Das Pilotprojekt umfasst auch die Entwicklung von Technologien zur Gewinnung von Lithiumkarbonat, da die Witterungsumstände und die Beschaffenheit der Salzlake des Salars bisherige Methoden nicht begünstigen.

## Gliederung
Der Kanton gliederte sich bei der Volkszählung 2012 in folgende Unter- oder Subkantone (spanisch: sub-cantones):
- 05-0901-0500-2 Subkanton Soniquera – 485 Einw.
- 05-0901-0500-3 Subkanton Villa Mar – 346 Einw.
- 05-0901-0501-2 Subkanton Catavi – 46 Einw.
- 05-0901-0501-3 Subkanton Cieneguillas – 140 Einw.
- 05-0901-0501-4 Subkanton Cocani – 288 Einw.
- 05-0901-0501-6 Subkanton Copacabana – 420 Einw.
- 05-0901-0501-7 Subkanton Culpina K – 674 Einw.
- 05-0901-0501-8 Subkanton Guadalupe – 48 Einw.
- 05-0901-0502-0 Subkanton Julaca – 66 Einw.
- 05-0901-0502-3 Subkanton Loma Colorada – 98 Einw.
- 05-0901-0502-7 Subkanton Porco – 87 Einw.
- 05-0901-0503-1 Subkanton Río Grande – 1062 Einw. (mit den Ortschaften Río Grande und Llipi)
- 05-0901-0503-2 Subkanton Río Marquez – 35 Einw.
- 05-0901-0503-4 Subkanton San Juan de Rosario – 480 Einw.
- 05-0901-0504-1 Subkanton Serena Vinto – 73 Einw.
- 05-0901-0504-5 Subkanton Viacha – 125 Einw.
- 05-0901-0505-3 Subkanton Vinto K – 414 Einw.